# Копилів
Копилі́в — село Макарівської селищної громади Бучанського району Київської області. Розташоване на автомагістралі Київ — Чоп. Відстань до центру громади — 11 км, до обласного центру — 45 км. Найближча залізнична станція — Бородянка, за 50 км. Площа населеного пункту — 979,15 га, кількість дворів — близько 900. Кількість населення — 888 осіб.

## Історія
Слово «копил» означає особливий вигляд сокири. Через село проходили один із Змійових валів, стара поштова дорога на Житомир. На території Копилова знайдені сліди діяльності людини в часи пізнього палеоліту — кам'яні рубила та сокири.
Перша письмова згадка: «Ягело, кроль полский, Владимира Олгердовича князя киевского року от рожества Христова 1392 преміни, вмісто Киева давши ему Копылье». Пізніше, в XVI столітті, згадується лише як урочище Копиловка, знову як село з 1602 року.
На час реформи 1861 р. у Копилові проживали 994 мешканці.
У 1882 р. власником маєтку став Микола Карлович фон Мекк, син Карла Федоровича фон Мекк. У 1889—1890 рр. до Копилова два рази приїздив і проживав у ньому деякий час відомий композитор П. І. Чайковський. Мати Миколи фон Мекк— Надія Філаретівна фон Мекк була меценаткою і шанувальницею таланту Чайковського. Протягом 1876—1890 рр. вона вела з композитором листування, популяризувала його твори, надавала матеріальну допомогу, психологічно підтримувала і надихала на нові твори.
Напередодні Першої світової війни в Копилові проживали 2053 особи, існувала церковно-приходська школа, яка мала лише одну кімнату. її відвідувало 30-40 дітей.
10 липня 1941 р. німецькі війська зайняли Копилів. Радянські війська захопили місто тільки 7 листопада 1943 р. Більш як 400 жителів села були нагороджені орденами і медалями, понад 200 осіб загинуло.
З 1943 р. по 1945 р. у приміщенні маєтку Фон-Мекків розміщувався військовий госпіталь. Пізніше до 1954 р. в цьому приміщенні була розташована центральна районна лікарня, а потім — Копилівська середня школа, сільська рада.
На початку 60-х років силами колгоспу збудовано сільський стадіон у панському парку — один із найкращих у Київській області. Стадіон розташований у мальовничому парку площею 15 га. На відкритті стадіону була присутня багаторазова олімпійська чемпіонка, чемпіонка світу Лариса Латиніна. Стадіон став центром спортивно-масової роботи. Тут регулярно тренувалися місцеві любителі спорту з легкої атлетики, вільної боротьби, спортивної гімнастики, волейболу, футболу. Особливих успіхів досягли копилівські волейболісти і футболісти, які виступали на першість України.
У 1970 р. було створено «Копилівське дослідне поле» ННЦ «Інститут землеробства УААН» з виведення нових сортів озимих культур. Праця селекціонерів І. К. Котик та В. Ю. Буряка дали можливість вивести нові сорти озимої пшениці нового покоління, це «Поліська — 90», «Копилівчанка», «Столична» та ін.
В «Історії міст і сіл Української РСР» про Копилів початку 1970-х було подано таку інформацію:

| Копилів - село, центр сільської Ради, розташоване за 11 км від районного центру. Населення - 2109 чоловік. Сільраді підпорядковані села Маковище, Северинівка. На території села розташоване дослідне господарство Українського науково-дослідного інституту соціалістичного землеробства «Копилове», земельний фонд якого становить 5448 га, у т, ч. 3936 га орної землі та 126 га саду. Господарство вирощує зернові, овочі. Розвинуте м'ясо-молочне тваринництво. Найкраща доярка М. І. Козаченко за високі надої молока нагороджена орденом Леніна. В Копилові - середня школа, філіал Макарівської музичної школи, будинок культури, бібліотека, стадіон[4]. |
У 1986 р. після аварії на Чорнобильській АЕС в с. Копилів із Чорнобильського району були евакуйовані жителі с. Опачичі.
Нового розвитку село набуло після 2003 р. Зокрема, газифіковано обидва села, відновлено вуличне освітлення, по вулицях прокладаються дороги з твердим покриттям, реконструйовано амбулаторію сімейної медицини, газифіковано котельню школи, сільської ради. Проведено капітальний ремонт сільської ради, забезпечено всіма сучасними видами оргтехніки. Сільською радою створені умови для залучення інвесторів. На сьогодні працюють компанії «Ніко», «Прометей», «Газова будівельна компанія», «Алегрі», «Саксесс — Інвест».
Метричні книги, клірові відомості, сповідні розписи церкви св. Петра і Павла с. Копилів Макарівської волості Київського пов. Київської губ. зберігаються в ЦДІАК України.

### Російсько-українська війна
Від 27 лютого до 30 березня 2022 року село перебувало під російською окупацією, звільнене українськими військами. На початку березня з двох літаків на село скинули російські бомби. На одну вулицю впали відразу 5. Вся вулиця у вирвах різного діаметру. Дивом ніхто не постраждав. Під час окупації села російською армією не було тепла, світла та води.
Внаслідок російської ракетної атаки близько 6 ранку 14 січня 2023 пошкоджено 18 приватних будинків у Копилові. Понівечені дахи та вікна. На об'єкті критичної інфраструктури сталася пожежа, що була локалізована. Попередньо, без постраждалих.

## Населення

### Мова
Розподіл населення за рідною мовою за даними перепису 2001 року:
| Мова            | Кількість | Відсоток |
| --------------- | --------- | -------- |
| українська      | 1257      | 94.44%   |
| російська       | 46        | 3.46%    |
| вірменська      | 15        | 1.13%    |
| білоруська      | 5         | 0.38%    |
| польська        | 2         | 0.15%    |
| інші/не вказали | 6         | 0.44%    |
| Усього          | 1331      | 100%     |

## Відомі люди
- Калиновський Валерій Степанович — дослідник історії держави і права, політичних партій і рухів, історії правоохоронних органів, педагог, кандидат історичних наук, полковник міліції у відставці, професор. Відмінник освіти України.

## Світлини

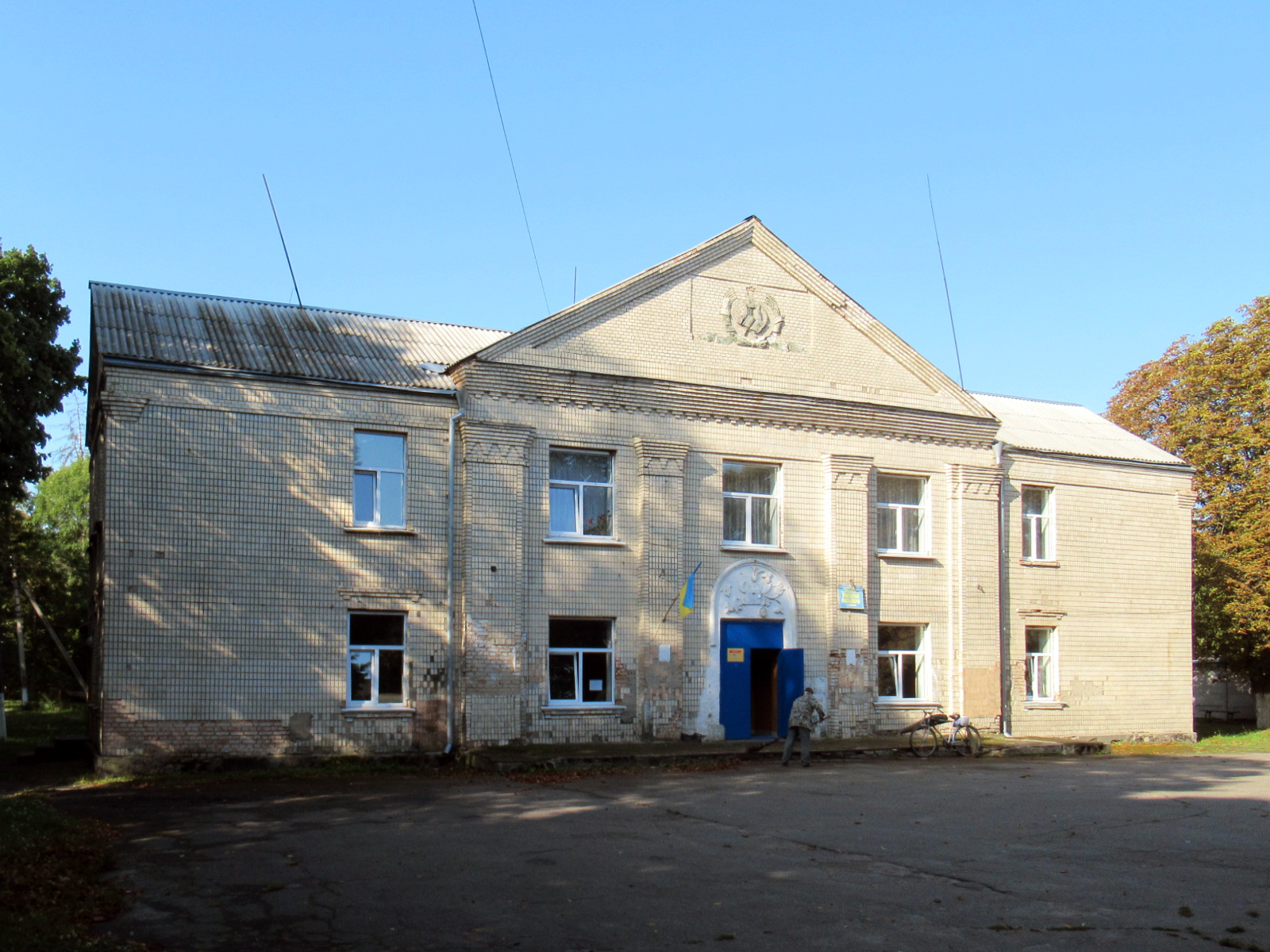
будинок культури
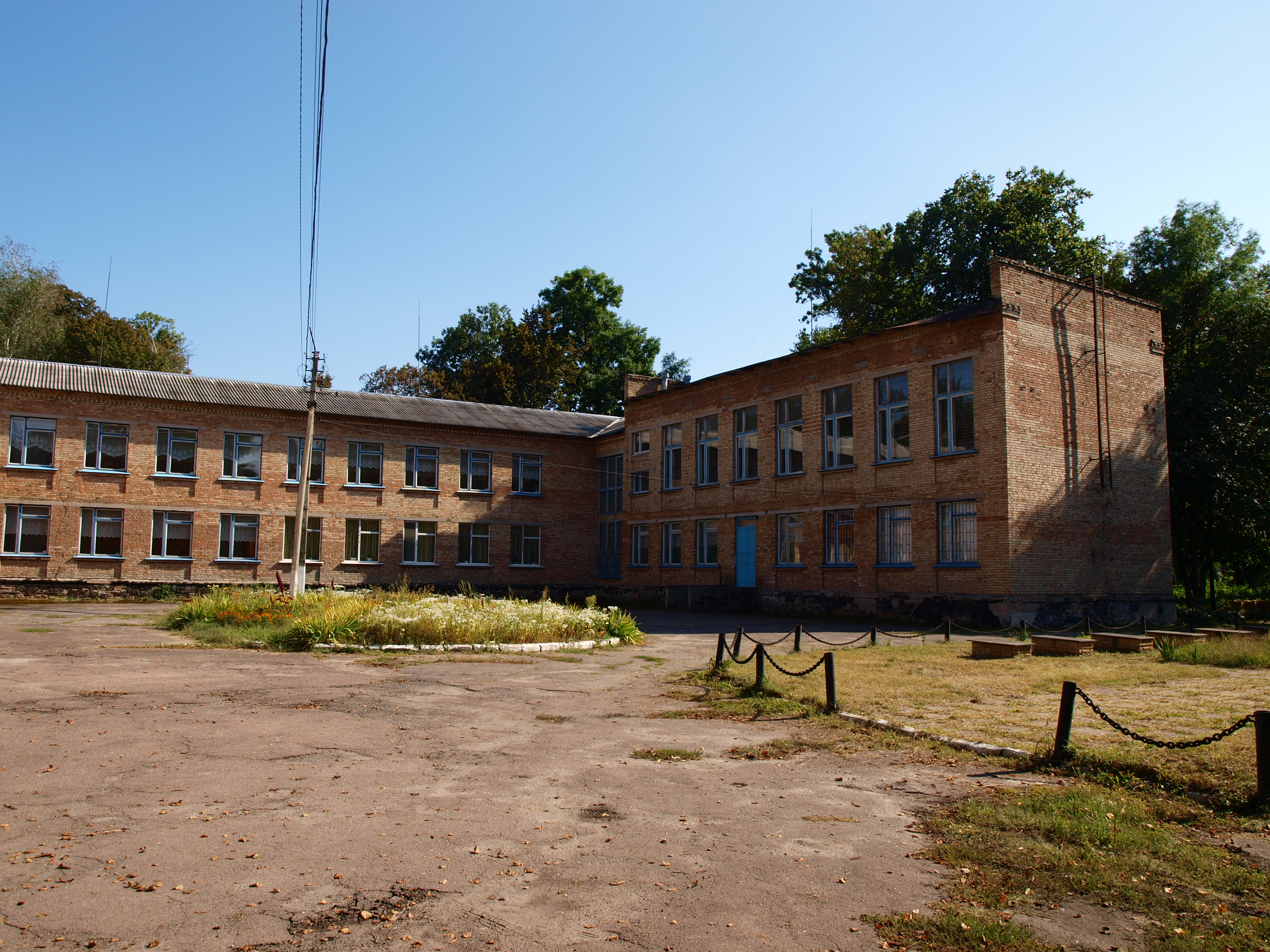
школа, вид з подвір'я
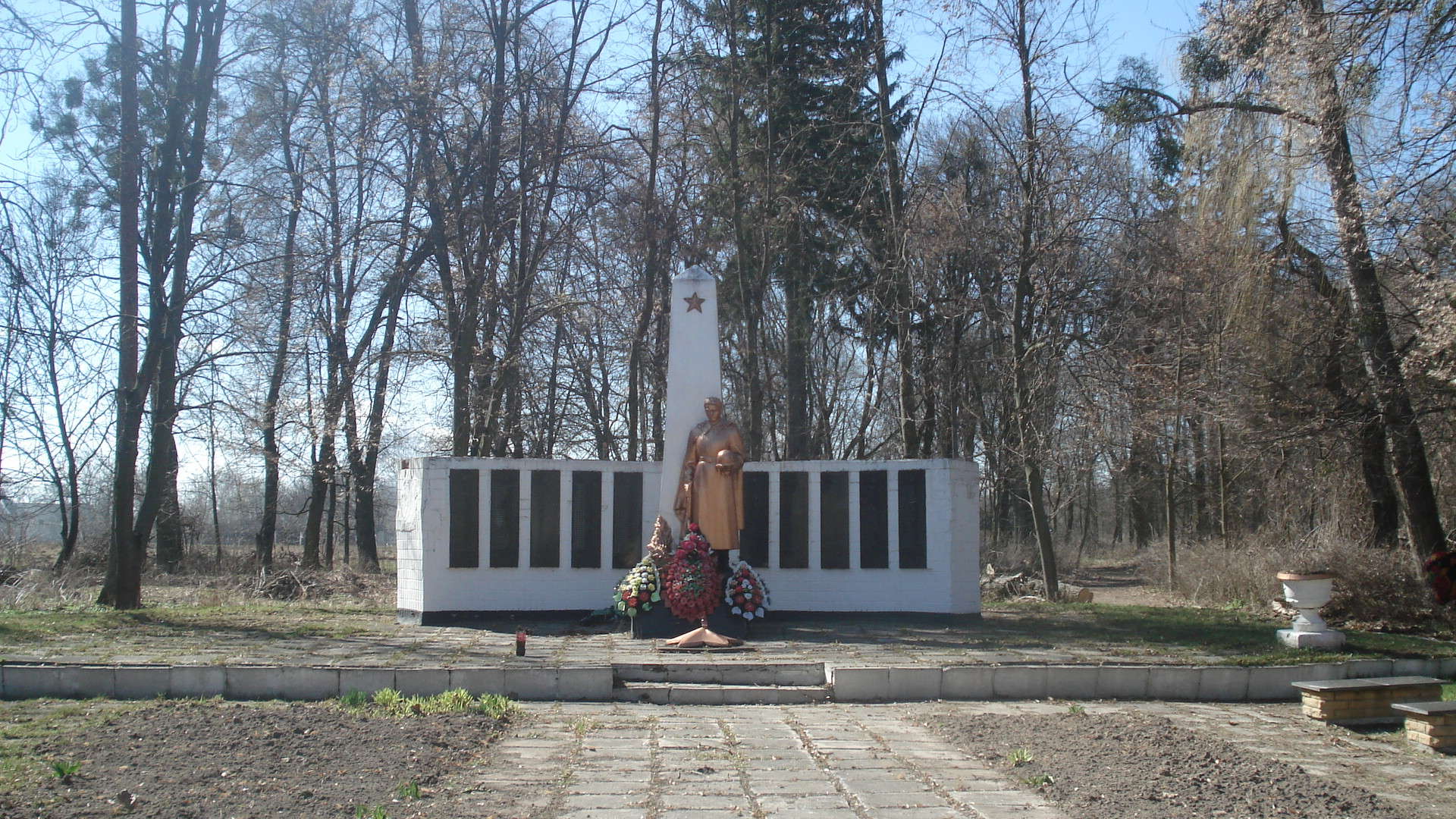
пам'ятник Невідомому Солдату
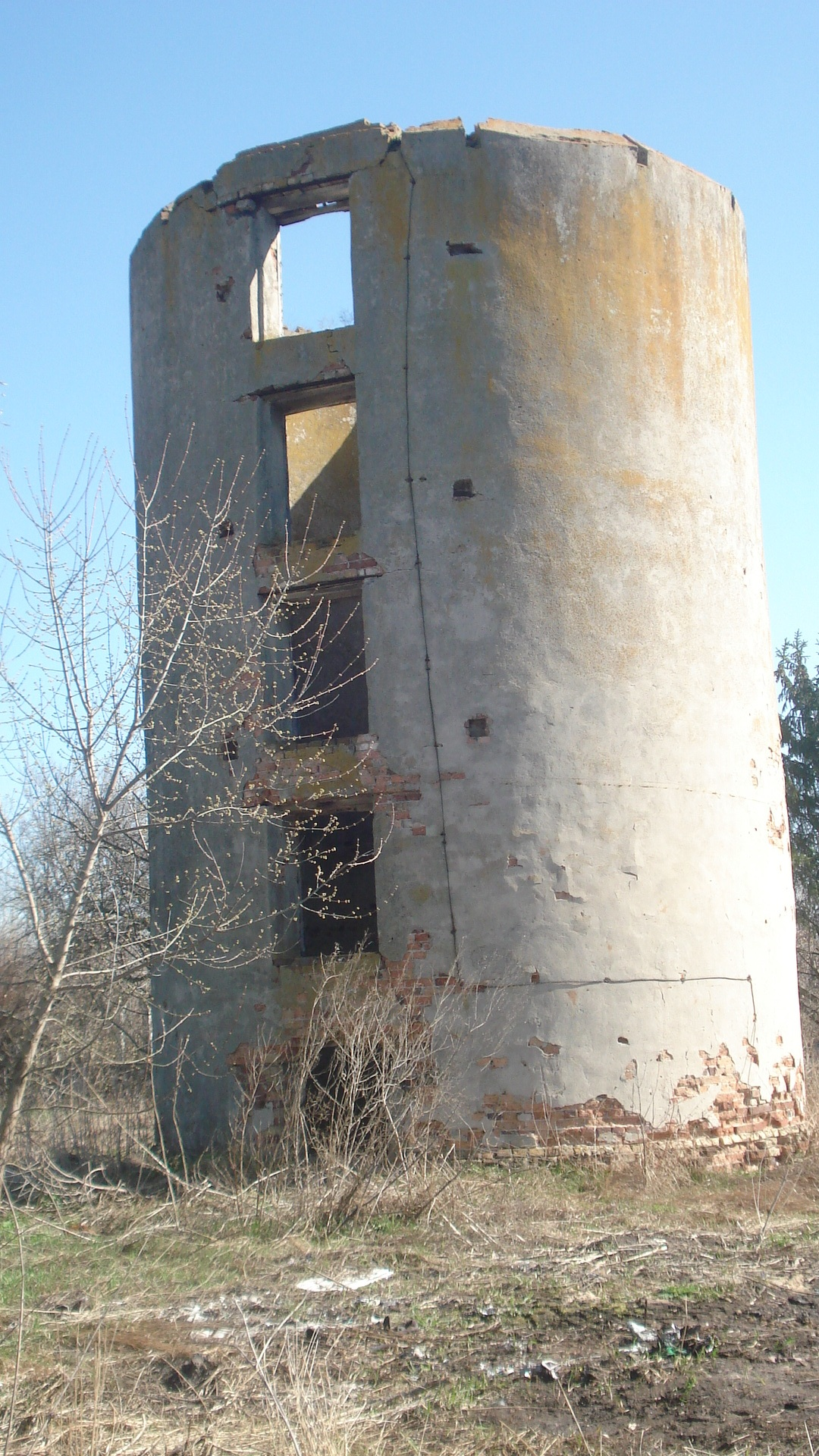
водонапірна вежа біля молочної ферми

### Маєток фон Мекк

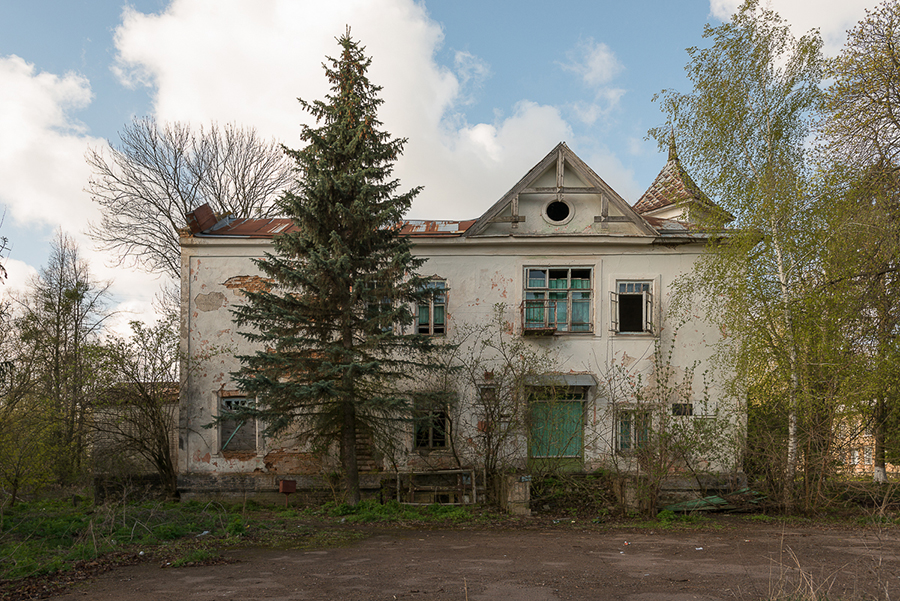
головний вхід
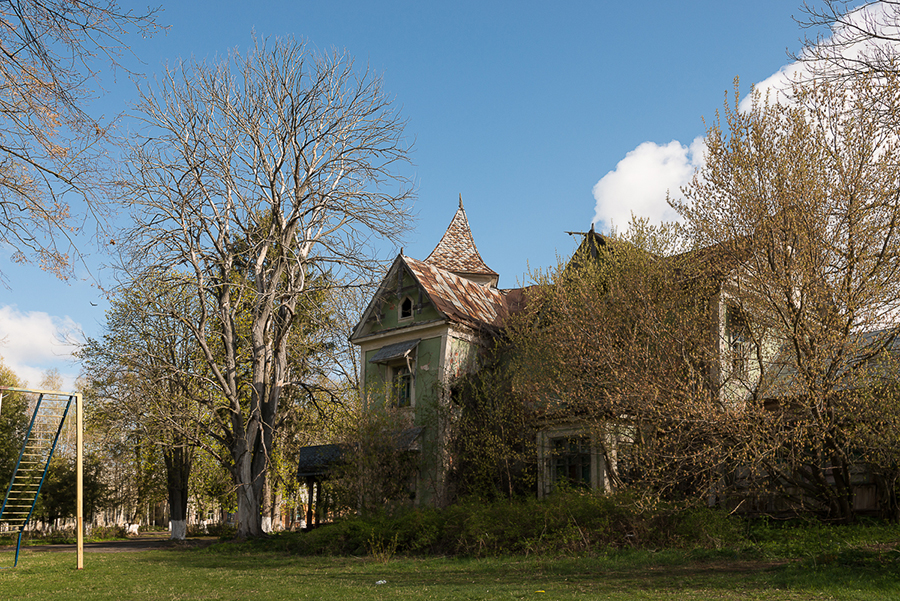
парковий фасад
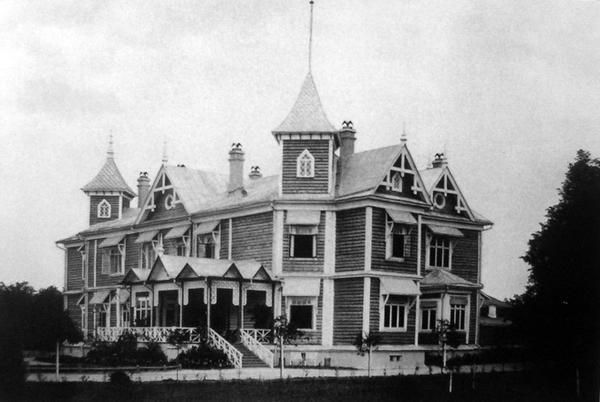
первинний вигляд
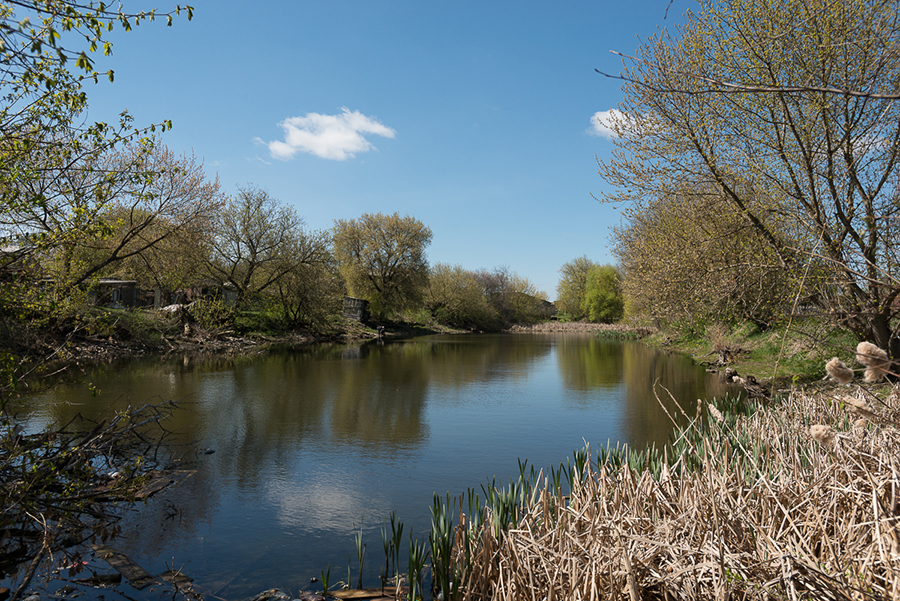
панський став